# プレゼンテーションソフトウェア

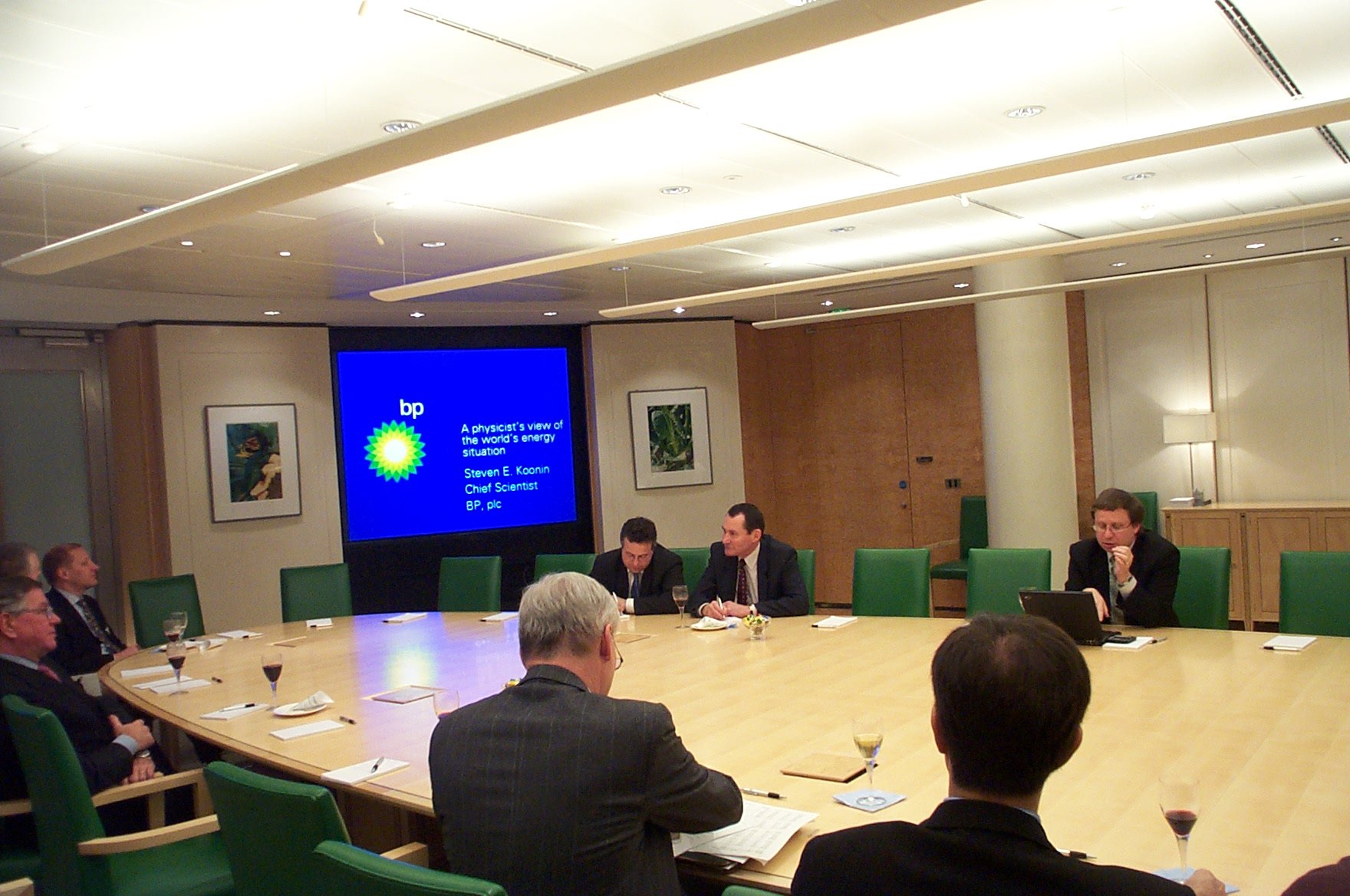
PowerPointを利用したプレゼンテーション

プレゼンテーションソフトウェアとは、スライドショー形式で情報を表示するためのソフトウェアである。文字情報を編集・配置する機能、画像情報を編集・配置する機能、スライドショーを含む内容表示機能からなる。

## 概要
プレゼンテーションには、仕事関連、教育関連、 その他の様々な目的のものがあり、パンフレット、配布資料、黒板、フリップチャート、ポスター、スライド、オーバヘッドプロジェクタ用のフィルム素材・OHPシートなどが使われていた。プレゼンテーションソフトウェアはそれらの古い視覚資料技術を補い、または置換する。テキスト、グラフィックス、動画などのオブジェクトを個々のページ（あるいはスライド）に配置する。「スライド」のアナロジーはかつて利用されていたスライドプロジェクタに由来している。スライドは印刷することもできるが、より一般的にはスクリーンに表示され、プレゼンターの指示によって進行する。スライドからスライドへの移行には様々なアニメーション効果を利用でき、スライド上に要素が増えていくような見せ方も可能である。
よく知られているプレゼンテーションソフトウェアとしては、Microsoft PowerPoint,  LibreOffice Impress, Keynote がある。
多くのプレゼンテーションソフトウェアにはクリップアートと呼ばれる事前にデザインされた画像が含まれているか、外部からグラフィック画像を取り込む機能を持っている。画像は Adobe Photoshop や Adobe Illustrator などのプログラムで作成したものを取り込むこともできる。
デジタル写真やデジタルビデオの成長に伴い、そのようなメディアを処理するソフトウェアもスライドショー形式で表示できるプレゼンテーション機能を備えるようになっている。例えば、iPhotoはデジタル写真をスライドショー形式で表示でき、表示順番を選択したり、無限ループさせたり、写真に音楽を対応させたりできる。
プレゼンテーションソフトウェアのプラグインを使って機能を拡張することができる。例えば、PowerPoint のプレゼンテーションをAdobe Flashの形式（SWF）や PDF形式に変換して出力するなどのプラグインがある。PDF はプラットフォームに依存しない文書形式であるし、Flash 形式を見るためのWebブラウザ用プラグインも広く普及しているため、これらの形式に変換することでプレゼンテーションの利用可能性が広がるのである。
プレゼンテーションソフトウェアの中には、ハードウェアとの組み合わせで聴衆と対話できるようにしたもの（参加者回答集計）、遠隔地とのプレゼンテーションを可能としたもの（Web会議）などがある。プレゼンターが利用する他の便利なハードウェアとして、レーザーポインターやインタラクティブ・ホワイトボードなどがある。

## 歴史
プレゼンテーションソフトウェアは、本来スライド映写機で使う 35mm スライドを作成するためのものだった。そのようなソフトウェアは1980年代後半には知られるようになり、フロッピーディスクに収められたプレゼンテーション資料を受け取ってスライドかオーバーヘッドプロジェクタ用のシートを作成する会社が出始めた。1990年代になるとプロジェクタにシートの代わりに置ける専用液晶ディスプレイが登場したが、広く普及するには高価すぎた。当時はむしろプレゼンテーションをオーバーヘッドプロジェクタ用のシートに印刷して使用するのが一般的だった。90年代後半にはビデオプロジェクタに置き換えられていった。

### 過去のソフト
- AppleWorks
- Adobe Director
- Adobe Persuasion
- ロータス・フリーランス
- OASYS プレゼンテーション
- JUST Focus
- Agree